# Frits Gaillard
Frederik Willem (Frits) Gaillard (Den Haag, 12 december 1875 – Los Angeles, 11 oktober 1939) was een Nederlands cellist.
Hij was zoon van pianostemmer Cornelis Gaillard en Maria Louisa Elisabeth Jambroes. Hij huwde Alida Johanna Peijra. Dochter Alida/Ali Gaillard (geboren 1897)  was pianiste. Een andere dochter Frederika Wilhelmina (Willy) Gaillard (geboren 1898) was violiste en trouwde met violist Godfried Devreese, hun zoon was Frederik Devreese, componist en dirigent. Frits Gaillards naam leefde enige tijd voort in de persoon van zoon Frederik Andreas Gaillard (overleden 1991), eveneens cellist en dirigent van het Haagse kamerorkest Ars Nova et Antiqua.
Hij kreeg zijn muziekopleiding aan het Koninklijk Conservatorium Den Haag, cellolessen kreeg hij van Joseph Giese. Daarna begon hij aan een reeks soloconcerten die hem voerden van Engeland tot Letland. Hij was tevens solocellist van het Paleisorkest (Paleis voor Volksvlijt) van Johannes Meinardus Coenen en bekleedde die functie vanaf 1905 ook in het Concertgebouworkest, toen hij er al een aantal jaren speelde. Hij zou met het orkest 62 soloconcerten geven (Zij kennen hem als Frits Willem Gaillard). Vanaf het seizoen 1910-1911 tot en met 1918/1919 was hij als docent verbonden aan het conservatorium in Den Haag, maar bleef tot in circa 1922 in Amsterdam spelen. Hij speelde met Christiaan Timmner/Louis Zimmermann, Johan Herbschleb en Herman Meerloo/Jan Tak ook in het Concertgebouwkwartet. Hij vertrok eerst naar Düsseldorf en daarna naar de Verenigde Staten. Hij speelde vanaf 1923 in het Los Angeles Philharmonic en ging in 1938 met pensioen. Hij gaf in Los Angeles de Amerikaanse première van het celloconcert van Eugen d'Albert, dat hij in 1904 ook al in Nederland had gespeeld. 
Frits Gaillard is in cellokringen voornamelijk bekend vanwege zijn aanwijzingen voor uitvoeringen van de Zesde suite voor onbegeleide cello van Johann Sebastian Bach. Deze suite werd door Bach vermoedelijk gecomponeerd voor de vijfsnarige viola pomposa (grote altviool) waarbij de akkoorden relatief makkelijk lagen, terwijl ze op de moderne viersnarige cello moeilijk te spelen zijn.
- CiNii: DA1183280X
- Library of Congress Control Number: no93014454
- Nationale Bibliotheek van Israël: 987007346602505171
- Nederlandse Thesaurus van Auteursnamen: 401190048
- Virtual International Authority File: 2039448
- WorldCat: E39PBJyRvybKBHTttrQPym3RKd